# La République de Sarah
La République de Sarah (The Republic of Sarah) est une série télévisée américaine en treize épisodes d'environ 40 minutes créée par Jeffrey Paul King, et diffusée entre le 14 juin et le 6 septembre 2021 sur le réseau The CW et en simultané sur Citytv au Canada.
Au Québec, elle a été diffusée à partir du 10 novembre 2021 à Séries Plus. Elle reste inédite dans les autres pays francophones.

## Distribution

### Acteurs principaux
- Stella Baker (en) : Sarah Cooper
- Luke Mitchell (VF : Stanislas Forlani) : Danny Cooper
- Hope Lauren (VF : Claire Baradat) : Corinne Dearborn
- Nia Holloway : Amy « AJ » Johnson
- Ian Duff (VF : Diouc Koma) : Grover Sims
- Forrest Goodluck (VF : Martin Faliu) : Tyler Easterbrook
- Landry Bender : Bella Whitmore
- Izabella Alvarez (en) (VF : Lola Nédélian) : Maya Jimenez
- Megan Follows (VF : Marjorie Frantz) : Ellen Cooper

### Acteurs récurrents et invités
- Noam Jenkins (VF : Philippe Valmont) : William Whitmore
- Nicola Correia-Damude (VF : Patricia Piazza) : Alexis Whitmore
- Salvatore Antonio (en) (VF : Jérémy Prévost) : Luìs Vidal
- Etienne Kellici (VF : Cécile Gatto) : Josh Dearborne
- Don W. Shepherd : Vince
- Ryan Bruce (VF : Benjamin Pascal) : Adam Dearborn
- Daniel DiTomasso (VF : Anatole de Bodinat) : Weston
- Paloma Nuñez (VF : Laurence Bréheret) : Liz Fernsby
- Xander Berkeley : Paul Cooper

- Version française
  - Société de doublage : Hiventy[3]
  - Direction artistique : Blanche Ravalec

## Production
En janvier 2019, un pilote a été commandé par CBS, et met en vedette Sarah Drew dans le rôle principal, ainsi que Carlos Leal, Jonathan Slavin (en), Kirsten Nelson, James Lesure, Kimberly Norris Guerrero (en), Daniel Ings et Annie Funke (en). Le pilote n'a pas plu à CBS.
Le producteur Jeffrey Paul King s'est tourné vers The CW, qui a commandé un pilote en janvier 2020. Un nouveau casting début le mois suivant avec Stella Baker (en), Luke Mitchell, Izabella Alvarez (en), Nia Holloway et Hope Lauren , Landry Bender, Ian Duff et Forrest Goodluck.
Le 12 mai 2020, The CW commande la série, sans pilote tourné en raison de la pandémie de Covid-19.
En janvier 2021, Xander Berkeley décroche un rôle récurrent, suivi en mars par Daniel DiTomasso et Ryan Bruce en avril.
Le 2 septembre 2021, la série est annulée.

### Tournage
La série a été tournée au Lac-Brome, au Québec.

## Épisodes
1. Le Coltan (Pilot)
2. Blackout (Power)
3. Coupés du monde (The Lines Between Us)
4. En nous, nous avons foi (In Us We Trust)
5. Pleins pouvoirs (The Criminals it Deserves)
6. Le Vote (A Show of Hands)
7. Sanctuaire (Sanctuary)
8. Les Parfaites conditions d'un désastre (The Perfect Conditions for Disaster)
9. Fils et filles (Sons and Daughters)
10. À la source (From Simple Sources)
11. Allégeance (Pledge Allegiance)
12. Deux imposteurs (Two Imposters)
13. Mensonges d'État (The Last Rabbit)